# Libanon az 1984. évi nyári olimpiai játékokon
Libanon az egyesült államokbeli Los Angelesben megrendezett 1984. évi nyári olimpiai játékok egyik részt vevő nemzete volt. Az országot az olimpián 9 sportágban 22 sportoló képviselte, akik érmet nem szereztek.

## Atlétika
Férfi
| Versenyző        | Versenyszám | Előfutam | Előfutam | Előfutam | Negyeddöntő | Negyeddöntő | Negyeddöntő | Elődöntő | Elődöntő | Elődöntő | Döntő   | Döntő    |
| Versenyző        | Versenyszám | Idő      | Hely.    | Össz.    | Idő         | Hely.       | Össz.       | Idő      | Hely.    | Össz.    | Idő     | Helyezés |
| ---------------- | ----------- | -------- | -------- | -------- | ----------- | ----------- | ----------- | -------- | -------- | -------- | ------- | -------- |
| Jean-Yves Mallat | 100 m       | 10,83    | 6.       | 56.      | kiesett     | kiesett     | kiesett     | kiesett  | kiesett  | kiesett  | kiesett | kiesett  |
| Jean-Yves Mallat | 200 m       | 22,91    | 8.       | 74.      | kiesett     | kiesett     | kiesett     | kiesett  | kiesett  | kiesett  | kiesett | kiesett  |

| Versenyző         | Versenyszám | Selejtező | Selejtező | Döntő    | Döntő    |
| Versenyző         | Versenyszám | Eredmény  | Helyezés  | Eredmény | Helyezés |
| ----------------- | ----------- | --------- | --------- | -------- | -------- |
| Ghabi Issa Khouri | Távolugrás  | 680 cm    | 27.       | kiesett  | kiesett  |

Női
| Versenyző  | Versenyszám | Előfutam | Előfutam | Előfutam | Elődöntő | Elődöntő | Elődöntő | Döntő   | Döntő    |
| Versenyző  | Versenyszám | Idő      | Hely.    | Össz.    | Idő      | Hely.    | Össz.    | Idő     | Helyezés |
| ---------- | ----------- | -------- | -------- | -------- | -------- | -------- | -------- | ------- | -------- |
| Zeina Mina | 400 m       | 59,56    | 7.       | 28.      | kiesett  | kiesett  | kiesett  | kiesett | kiesett  |

## Birkózás
Kötöttfogású
| Versenyző    | Versenyszám | Vigaszágas kiesés                                                          | Vigaszágas kiesés | 5. helyért        | Bronz- mérkőzés   | Döntő             | Helyezés    |
| Versenyző    | Versenyszám | Ellenfél Eredmény                                                          | Hely.             | Ellenfél Eredmény | Ellenfél Eredmény | Ellenfél Eredmény | Helyezés    |
| ------------ | ----------- | -------------------------------------------------------------------------- | ----------------- | ----------------- | ----------------- | ----------------- | ----------- |
| Issam Awarke | 74 kg       | A csoport · Martial Mischler (FRA) · 0–13 · Chris Catalfo (USA) · kizárták | 8.                | kiesett           | kiesett           | kiesett           | helyezetlen |

## Cselgáncs
| Versenyző       | Versenyszám | Csoport | Selejtező         | 32-es főtábla                 | Nyolcaddöntő      | Negyeddöntő       | Elődöntő          | Vigaszág nyolcaddöntő | Vigaszág negyeddöntő | Vigaszág elődöntő | Bronz- mérkőzés   | Döntő             | Helyezés |
| Versenyző       | Versenyszám | Csoport | Ellenfél Eredmény | Ellenfél Eredmény             | Ellenfél Eredmény | Ellenfél Eredmény | Ellenfél Eredmény | Ellenfél Eredmény     | Ellenfél Eredmény    | Ellenfél Eredmény | Ellenfél Eredmény | Ellenfél Eredmény | Helyezés |
| --------------- | ----------- | ------- | ----------------- | ----------------------------- | ----------------- | ----------------- | ----------------- | --------------------- | -------------------- | ----------------- | ----------------- | ----------------- | -------- |
| Michel Estephan | Légsúly     | B       |                   | Abdel Hamid Slimani (MAR) · V | kiesett           | kiesett           | kiesett           |                       |                      |                   |                   |                   | 18.      |
| Jihad El-Achkar | Harmatsúly  | A       | erőnyerő          | Jimmy Arévalo (ECU) · V       | kiesett           | kiesett           | kiesett           |                       |                      |                   |                   |                   | 20.      |
| Rony Khawam     | Könnyűsúly  | A       |                   | Hassan Ben Gamra (TUN) · V    | kiesett           | kiesett           | kiesett           |                       |                      |                   |                   |                   | 19.      |

## Kerékpározás

### Országúti kerékpározás
Férfi
| Versenyző       | Versenyszám   | Idő           | Helyezés      |
| --------------- | ------------- | ------------- | ------------- |
| Sirop Arslanian | Mezőnyverseny | nem ért célba | nem ért célba |

## Ökölvívás
| Versenyző      | Versenyszám   | Selejtező         | 32-es főtábla                | Nyolcaddöntő      | Negyeddöntő       | Elődöntő          | Döntő             | Helyezés |
| Versenyző      | Versenyszám   | Ellenfél Eredmény | Ellenfél Eredmény            | Ellenfél Eredmény | Ellenfél Eredmény | Ellenfél Eredmény | Ellenfél Eredmény | Helyezés |
| -------------- | ------------- | ----------------- | ---------------------------- | ----------------- | ----------------- | ----------------- | ----------------- | -------- |
| Mohamed Halibi | Nagyváltósúly | erőnyerő          | Shawn O'Sullivan (CAN) · RSC | kiesett           | kiesett           | kiesett           | kiesett           | 17.      |

RSC – a mérkőzésvezető megállította a mérkőzést

## Sportlövészet
Nyílt
| Versenyző      | Versenyszám | Pont | Helyezés |
| -------------- | ----------- | ---- | -------- |
| Jean Gemayel   | Trap        | 170  | 51.      |
| Elia Nasrallah | Trap        | 166  | 57.      |
| Elias Harb     | Skeet       | 174  | 57.      |
| Gebrael Haoui  | Skeet       | 172  | 58.      |

## Súlyemelés
| Versenyző     | Versenyszám | Szakítás | Szakítás | Lökés    | Lökés    | Összesen | Helyezés |
| Versenyző     | Versenyszám | Eredmény | Helyezés | Eredmény | Helyezés | Összesen | Helyezés |
| ------------- | ----------- | -------- | -------- | -------- | -------- | -------- | -------- |
| Mahmoud Tarha | 52 kg       | kizárták | kizárták | kizárták | kizárták | kizárták | kizárták |

## Úszás
Férfi
| Versenyző        | Versenyszám    | Előfutam | Előfutam | Előfutam | Döntő   | Döntő   | Döntő   | Helyezés |
| Versenyző        | Versenyszám    | Idő      | Hely.    | Össz.    | Típus   | Idő     | Hely.   | Helyezés |
| ---------------- | -------------- | -------- | -------- | -------- | ------- | ------- | ------- | -------- |
| Percy Sayegh     | 200 m gyors    | 2:20,76  | 8.       | 55.      | kiesett | kiesett | kiesett | kiesett  |
| Percy Sayegh     | 100 m gyors    | 1:01,88  | 7.       | 66.      | kiesett | kiesett | kiesett | kiesett  |
| Rami Kantari     | 100 m gyors    | 1:01,96  | 7.       | 67.      | kiesett | kiesett | kiesett | kiesett  |
| Rami Kantari     | 200 m gyors    | 2:25,43  | 8.       | 56.      | kiesett | kiesett | kiesett | kiesett  |
| Rami Kantari     | 100 m hát      | kizárták | kizárták | kizárták | kiesett | kiesett | kiesett | kiesett  |
| Ibrahim El-Baba  | 100 m hát      | 1:13,76  | 7.       | 44.      | kiesett | kiesett | kiesett | kiesett  |
| Ibrahim El-Baba  | 100 m pillangó | 1:04,48  | 7.       | 47.      | kiesett | kiesett | kiesett | kiesett  |
| Amine El-Domyati | 100 m mell     | 1:19,10  | 7.       | 50.      | kiesett | kiesett | kiesett | kiesett  |

## Vívás
Férfi
| Versenyző                                                      | Versenyszám | Selejtező | Selejtező | Selejtező | Selejtező | Selejtező         | Selejtező | Főtábla           | Főtábla           | Vigaszág          | Vigaszág          | Negyeddöntő       | Elődöntő          | Döntő             | Helyezés |
| Versenyző                                                      | Versenyszám | 1. kör | 1. kör    | 2. kör | 2. kör    | 3. kör            | 3. kör    | 1. kör            | 2. kör            | 1. kör            | 2. kör            | Negyeddöntő       | Elődöntő          | Döntő             | Helyezés |
| Versenyző                                                      | Versenyszám | Ellenfél Eredmény | Hely.     | Ellenfél Eredmény | Hely.     | Ellenfél Eredmény | Hely.     | Ellenfél Eredmény | Ellenfél Eredmény | Ellenfél Eredmény | Ellenfél Eredmény | Ellenfél Eredmény | Ellenfél Eredmény | Ellenfél Eredmény | Helyezés |
| -------------------------------------------------------------- | ----------- | --- | --------- | --- | --------- | ----------------- | --------- | ----------------- | ----------------- | ----------------- | ----------------- | ----------------- | ----------------- | ----------------- | -------- |
| Henri Darricau                                                 | Tőr, egyéni | 1. csoport · Majed Abdul Rahim Habib Ullah (KSA) · 5–3 · Robert Blaschka (AUT) · 5–3 · Peter Joos (BEL) · 2–5 · Andrea Borella (ITA) · 1–5                                         | 3.        | 2. csoport · Harald Hein (FRG) · 1–5 · José Rafael Magallanes (VEN) · 1–5 · Peter Joos (BEL) · 4–5 · Mauro Numa (ITA) · 1–5 | 5.        | kiesett           | kiesett   | kiesett           | kiesett           | kiesett           | kiesett           | kiesett           | kiesett           | kiesett           | 39.      |
| Dany Haddad                                                    | Tőr, egyéni | 4. csoport · Simokava Tadasi (JPN) · 0–5 · Sergio Luchetti (ARG) · 3–5 · Pascal Jolyot (FRA) · 3–5 · Mauro Numa (ITA) · 1–5                                                        | 5.        | kiesett | kiesett   | kiesett           | kiesett   | kiesett           | kiesett           | kiesett           | kiesett           | kiesett           | kiesett           | kiesett           | 43.      |
| Yves Daniel Darricau                                           | Tőr, egyéni | 8. csoport · Khaled Fahd Al-Rasheed (KSA) · 1–5 · Csu Si-seng (Chu Shisheng) (CHN) · 4–5 · Peter Lewison (USA) · 3–5 · Frédéric Pietruszka (FRA) · 4–5 · Pierre Harper (GBR) · 0–5 | 6.        | kiesett | kiesett   | kiesett           | kiesett   | kiesett           | kiesett           | kiesett           | kiesett           | kiesett           | kiesett           | kiesett           | 53.      |
| Henri Darricau Yves Daniel Darricau Dany Haddad Michel Youssef | Tőr, csapat | 4. csoport · Belgium (BEL) · 0–9 · Kína (CHN) · 4–9 · Kuvait (KUW) · mérkőzés nélkül                                                                                               | 4.        | |           |                   |           |                   |                   |                   |                   | kiesett           | kiesett           | kiesett           | 13.      |